# Ambitious Butler
Ambitious Butler è un cortometraggio muto del 1912 diretto, interpretato e prodotto da Mack Sennett con Fred Mace e Mabel Normand.

## Produzione
Mack Sennett produsse il film per la Keystone.

## Distribuzione
La Mutual Film distribuì il film che uscì nelle sale il 21 ottobre 1912, in accoppiata split reel con un altro cortometraggio, The Flirting Husband.

### Date di uscita
IMDb
- USA	21 ottobre 1912

Alias
- The Ambitious Butler	USA (titolo alternativo)